# Die Bergretter – Zwischen Himmel und Hölle
Zwischen Himmel und Hölle ist eine 90-minütige Episode der deutsch-österreichischen Fernsehserie Die Bergretter des ZDF. Es ist die vierte Episode der siebten Staffel. Regie führte Tom Zenker, das Drehbuch schrieb Jens Maria Merz.
Die Erstausstrahlung im ZDF war am Donnerstag, dem 26. November 2015

## Handlung
Axel steht vor einem Abgrund und hat vor, Selbstmord zu begehen. Da er sich schließlich doch entscheidet weiter zu leben, will er zurück ins Tal fahren, doch es kommt zu einem Unfall und er kann nicht weg. Er ist allerdings unheilbar krank und auf Medikamente angewiesen, die er nicht dabei hat. Dies bemerkt Emilie und sucht Kontakt zu Tina, die mit Axel in Emilies Pension übernachtet hat. Es stellt sich heraus, dass Tina und Axel sich getrennt haben. Da Axel auf die Medikamente angewiesen ist, wird sein Handy geortet und seine Position bestimmt. Ihn aus dem Auto zu befreien stellt sich jedoch als äußerst schwierig und gefährlich heraus. So muss Tobias gegen den Willen von Emilie doch noch zum Einsatz mitkommen. Kann Axel noch gerettet werden?
Am Ende können Tobias und Emilie aber doch noch heiraten und ihre Hochzeit feiern.

## Besetzung

### Hauptdarsteller
| Schauspieler       | Rollenname          | Rolle                          |
| ------------------ | ------------------- | ------------------------------ |
| Sebastian Ströbel  | Markus Kofler       | Leiter der Bergwacht           |
| Markus Brandl      | Tobias Herbrechter  | Bergretter, Sohn von Peter     |
| Luise Bähr         | Katharina Strasser  | Sanitäterin, Tochter von Peter |
| Mirko Lang         | Benjamin Marasek    | Bergretter, Bergshop-Besitzer  |
| Robert Lohr        | Michael Dörfler     | Hubschrauberpilot              |
| Stefanie von Poser | Emilie Hofer        |                                |
| Heinz Marecek      | Franz Marthaler     |                                |
| Gundula Niemeyer   | Dr. Verena Auerbach | Ärztin im Krankenhaus          |
| Michael König      | Peter Herbrechter   | Vater von Tobias und Katharina |
| Michael Pascher    | Rudi                | Mechaniker im Heliport         |

### Episodendarsteller
| Schauspieler         | Rollenname  |
| -------------------- | ----------- |
| Christoph von Friedl | Axel        |
| Anjorka Strechel     | Tina        |
| Robert Joseph Bartl  | Pfarrer     |
| Antonia Wiedemann    | Hanna Hofer |
| Dustin Raschdorf     | Lukas Hofer |

## Rezeption

### Einschaltquoten
Die Erstausstrahlung am 26. November 2015 im ZDF verfolgten insgesamt 4,69 Millionen Zuschauer, was einem Marktanteil von 14,4 % beim Gesamtpublikum entsprach. Bei den Jüngeren zwischen 14 und 49 Jahren war es ein Marktanteil von 7,0 %.